# Polisportiva Forza e Coraggio 1945-1946
Questa pagina raccoglie le informazioni riguardanti la Polisportiva Forza e Coraggio nelle competizioni ufficiali della stagione 1945-1946.

## Organigramma societario
I quadri della Polisportiva Forza e Coraggio1945-1946
Area direttiva
- Presidente: Giuseppe Corradi
- Accompagnatore ufficiale: Bonaventura Petricca
- Segreteria: Igino Cialfi
- Dirigenti: F.lli Cataldi, Nicolino D'Angelo, Raffaele Tomassetti, Raffaele Carfagno, Giuseppe Di Giuseppe.

## Rosa

### Rosa 1945-1946
Rosa dell'Avezzano calcio 1945-1946.
| N. |                   | Ruolo | Calciatore       |
| -- | ----------------- | ----- | ---------------- |
|    | Italia (bandiera) | P     | Luciano Casadei  |
|    | Italia (bandiera) | P     | Di Pietro        |
|    | Italia (bandiera) | D     | Carlo Tozzi      |
|    | Italia (bandiera) | D     | Antonelli        |
|    | Italia (bandiera) | D     | Nando Bettinelli |
|    | Italia (bandiera) | D     | Maddalena        |
|    | Italia (bandiera) | D     | Liberti          |
|    | Italia (bandiera) | C     | Oddi             |
|    | Italia (bandiera) | C     | Arioli           |
|    | Italia (bandiera) | C     | Dante Cataldi    |

| N. |                   | Ruolo | Calciatore    |
| -- | ----------------- | ----- | ------------- |
|    | Italia (bandiera) | C     | Franco Rosi   |
|    | Italia (bandiera) | C     | Mauro D'Alò   |
|    | Italia (bandiera) | C     | Lombardi      |
|    | Italia (bandiera) | C     | Faccini       |
|    | Italia (bandiera) | A     | Elio Palozzi  |
|    | Italia (bandiera) | A     | Giulio Fiocca |
|    | Italia (bandiera) | A     | Michetti      |
|    | Italia (bandiera) | A     | Ricciuti      |
|    | Italia (bandiera) | A     | Pieri         |
|    | Italia (bandiera) | A     | Venturini     |